# 夜のタンゴ
夜のタンゴ（Tango Notturno）は、オットー・ボルグマン（Otto Borgmann）作曲で、ドイツ映画『夜のタンゴ』の映画主題歌であり、タンゴである。

## 概要
1937年制作のドイツ映画『夜のタンゴ』（Tango Notturno、ポーラ・ネグリ主演）の主題歌である。
コンチネンタル・タンゴの代表曲として有名である。
YouTubeで、いくつか、アップロードされている。1976年度NHK紅白歌合戦の菅原洋一の歌唱曲である。

## カヴァー
ドイツ
- エレーナ・ラウリ　Elena Lauri
- アルフレッド・ハウゼ　Alfred Hause

イタリア
- ミルバ　Milva

日本
- ディック・ミネ
- 菅原洋一
- 寺内タケシとブルージーンズ

## 引用
日本
- ALI PROJECT『放蕩娘と無慈悲な遊戯』